# Patrica
Patrica är en ort och kommun i provinsen Frosinone i regionen Lazio i Italien. Kommunen hade 3 151 invånare (2018).